# لي ليلي
لي ليلي (بالصينية: 李雷雷)، من مواليد 30 يونيو 1977 في بكين في الصين، لاعب كرة قدم صيني معتزل، يشغل منصبه الحالي مدرباً لحراس مرمى منتخب كوريا الشمالية لكرة القدم منذ يناير 2015.
بدأ مسيرته الكروية مع نادي بايي في عام 1999، ولعب معهم حتى عام 2003، وشارك معهم في 70 مباراة، وفي موسم 2004/2005 انتقل إلى نادي شينزهين جيانليباو، ولعب معهم 35 مباراة، ومنذ عام 2006 وهو يلعب مع نادي شاندونغ لونينغ.
و قد بدأ باللعب مع منتخب الصين لكرة القدم في عام 2005.

## روابط خارجية
- لي ليلي على موقع قاعدة بيانات كرة القدم.إي يو (الإنجليزية)
- لي ليلي على موقع ناشيونال فوتبول تيمز (الإنجليزية)
- لي ليلي على موقع كووورة